# Шуйок, Тамаш
Та́маш Шу́йок (венг. Sulyok Tamás; род. 24 марта 1956) — венгерский государственный и политический деятель. Президент Венгрии с 5 марта 2024 года. Председатель Конституционного суда (2016—2024).

## Биография
Родился 24 марта 1956 года в Кишкунфеледьхазе.
22 ноября 2016 года парламент избрал Тамаша Шуйока председателем Конституционного суда.
После отставки Каталин Новак, 22 февраля 2024 года лидер фракции Фидес-ХДНП Мате Кочиш объявил, что правящие партии выдвинут Шуйока кандидатурой на пост президента Республики. 26 февраля 2024 года парламент избрал Шуйока президентом Венгрии. Вступил в должность 5 марта.